# Davor Perkat
Davor Perkat (24 ottobre 1966) è un ex calciatore sloveno, di ruolo centrocampista.